# Francisco Cortés de San Buenaventura
Francisco Cortés de San Buenaventura (1500 -  18 de octubre de 1531) fue un explorador y militar español.

## Biografía
Era sobrino del conquistador Hernán Cortés. En 1524 fue comisionado para explorar y conquistar nuevos territorios... En algunos lugares encontró resistencia, sin embargo en otros, como en Tepic, fue recibido con regalos por el cacique Moz. Tras su llegada a Tepic, cambió su marcha con dirección a Jalisco.
Fue el primer Alcalde Mayor de Colima, teniendo a su cargo el traslado de la Villa de Colima de Tecomán al sitio actual. 
Durante su estancia en la Nueva España recorrió parte del futuro estado de Jalisco, hasta llegar a Nayarit, lo que le dio la fama por haber sido uno de los primeros españoles en pisar ese territorio. Había sido antecedido por Cristóbal de Olid (1521), Alonso de Ávalos (1521), Juan Álvarez Chico (1521) y Gonzalo de Sandoval (1522).
En la última expedición Francisco Cortés iba a bordo del navío “San Miguel” el 18 de octubre de 1531, con 20 hombres a su mando, la nave naufragó cerca de Purificación, y los indígenas de la región los recibieron con hostilidad, por lo que dieron muerte a flechazos a 17 españoles, uno de ellos fue Francisco Cortés.
Su muerte afectó profundamente a Hernán Cortés, puesto que esperaba que como su pariente habría de ayudarle en el proceso de expansión y conquista, sobre todo porque Hernán tenía serios problemas con Nuño Beltrán de Guzmán, así que su sobrino Francisco al ser de su total confianza, y perderlo, quedaba expuesto a las ambiciones de Nuño Beltrán, quien se fue apoderando con mucha violencia de las regiones ubicadas hacia las costas del Océano Pacífico.